# JPM
JPM（ジェイピーエム）は、台湾の男性アイドルグループ。
バラエティ番組「模範棒棒堂」出身のアイドルユニット・バンバンタン（LOLLIPOP/棒棒堂）の元メンバー廖俊傑（小傑/ブライアン・リャオ）と邱勝翊（王子/プリンス・チウ）に、邱勝翊の弟・邱宇辰（毛弟/クリス・チウ）を加えた3人組。2011年1月11日に結成。
闊思音楽（廖俊傑）、喜鵲娯楽股份有限公司（邱勝翊）、百鴻揚娯楽事業有限公司（邱宇辰）に所属。

## メンバー
廖俊傑（ブライアン・リャオ／Brian Liao）
男子6人組ユニット「棒棒堂Lollipop」の元メンバー。得意のダンスを活かし振り付けを担当。 作詞・曲も手掛る。 2010年よりソロ活動も開始。 
- 本名：廖俊傑
- 通称：小傑（シャオジエ）
- 誕生日：1986年9月25日（38歳）
- 出身地：台湾
- 血液型：A型
- 身長：175cm
- 体重：61kg
- 好きな歌手：M-FLO VERBAL（自身のブログでは、「神」と呼んでおり、VERBALと一緒に仕事をしたいと常に言っている。来日時のリリースイベントで、来日中、どこへ行きたいかとインタビューされた際にも、VERBALのイベントへ行きたいと答える程のファンである。）
- 出演番組：麻衣的亜洲電波。アジア♡スキ

邱勝翊（プリンス・チウ／Prince Chiu）
男子6人組ユニット「棒棒堂 Lollipop」の元メンバー。2010年よりソロで俳優・歌手としても活動。クリスの実兄。
- 本名：邱勝翊
- 通称：王子
- 誕生日：1989年4月14日（35歳）
- 出身地：台湾
- 血液型：O型
- 身長：177cm
- 体重：55kg
- 出演番組：麻衣的亜洲電波。アジア♡スキ

邱宇辰（クリス・チウ／Chris Chiu）
2008年映画『九月に降る風』で スクリーンデビュー。東京国際映画祭、日本公開時プロモーションで来日。元々は「棒棒堂 Lollipop」の弟分ユニット「超克7 Choc7」で活動。2010年よりソロで俳優・歌手としても活動。プリンスの実弟。 

2017年7月31日、百鴻揚娯楽事業有限公司に移籍とともに本名の邱翊橙から、邱宇辰（クリス・チウ）に改名を発表。
- 本名：邱翊橙
- 通称：毛弟（モーディー）
- 誕生日：1990年10月10日（34歳）
- 出身地：台湾
- 血液型：A型
- 身長：178cm
- 体重：55kg
- 出演番組：麻衣的亜洲電波。アジア♡スキ

## ディスコグラフィー

### ミニアルバム
- 月球漫步 2011年8月26日

1. 月球漫步
2. 因為有你
3. 喜歡妳好久 (Modi solo)
4. 平凡的美麗
5. 那不是雪中紅
6. 佔為己有 (Prince solo)
7. Never Give Up
8. 舞可取代
9. 愛情 Beautiful (Brian solo)
10. 再一次擁有
11. 因為有你(粤)

### MV
1. 月球漫步
2. 那不是雪中紅
3. 因為有你
4. 平凡的美麗
5. Never Give Up
6. 365